# Ливањско поље
Ливањско поље је највеће крашко поље на свету. Налази се у југозападном делу Босне, Босна и Херцеговина. Простире се између крашких планина Динаре и Камешнице на западу, Тушнице на југоистоку, Цинцара и Голије на истоку, те Шатора и Старетине на северу, на просечној висини од 720 метара изнад мора..

## Димензије
Поље има површину од 405 km², динарски је издужено 64 km, а просечно широко 6 km (његова највећа ширина износи до 12,5 km).

## Рељеф
Ливањско поље је полигенетског (тектонско-крашког) порекла. Тектонским покретима спуштено је између планина, што је најјаче изражено дуж његовог западног обода, где се налазе скоро сви понори поља.
Па ободу поља запажа се фосилни лакустријски рељеф који је добро морфолошки изражен. Овај рељеф представљен је терасама са клифовима и терасираним плавинама. Оне су постале у нивоу некадашњих сталних језерских стања. Јован Цвијић бавио се проучавањем фосилних лакустријских облика рељефа у Ливањском пољу. На основу тих проучавања утврдио је постојање серије од три језерске терасе. Највиша тераса („Нуглешице”) простире се скоро дуж читавог обода поља на релативној висини од 40 m. Широка је 700–800 m и усечена у кречњацима. Средња тераса („Рујана”) усечена је у кречњацима и терцијарним седиментима на релативној висини 18–22 m. На западној страни поља ова тераса достиже ширину већу од 1 km. Најнижа тераса налази се на 7–8 m релативне висине и прати северозападни обод поља на дужини од 8 km. Усечена је у терцијарним седиментима, кречњацима и плавинама потока и широка је до 250 m. До ове терасе Ливањско поље било је под сталним језером, а касније је било само периодски плављено. Испод најниже терасе, на 2–3 m релативне висине, налази се једва изражена тераса ранијих стања периодског језера. Ниво садашњих периодских поплава не допире до ње. На терасама обода поља направљени су путеви и формирана су насеља.
Јован Цвијић је сматрао да су све терасе плеистоцене старости, од чега су две више створене за време ришке глацијације, а остале за време вирмске глацијације. Резултати новијих геоморфолошких истраживања не поклапају се са Цвијићевим тврдњама. Они су показали да су Цвијићеве абразионе терасе заправо структурне површи.

## Клима
Испитивања тла показују да је Ливањско поље током неогена било под водом. На самом се пољу налази неколико заосталих језера, од којих је Бушко блато највећа вештачка акумулација у овом делу континента, а ваља споменути и Брежинско језеро на северозападу поља. Градњом акумулације Бушко блато током шездесетих година дошло је до промене климе на ширем подручју Ливна. Дуге и хладне зимске месеце пуне снега, са карактеристичним североисточним ветром буром, замениле су претежно кишовите зиме са нешто смањеном количином падавина те дуга, топла лета.

## Реке
Кроз Ливањско поље протиче неколико река-понорница које припадају јадранском сливу. Најзначајније су: Стурба, Жабљак, Бистрица, Брина, Пловуча, Јаруга, Ричина. Реке су богате рибом и раковима (као и многи понори, односна врела) и омиљено су излетиште Ливњака у летњим месецима.

## Села и град
Нека од села Ливањског поља су: Бастаси, Била, Бојмунте, Видоши, Врбица, Грборези, Велики Губер, Мали Губер, Губин, Забришће, Доњи Казанци, Горњи Казанци, Ковачић, Луснић, Лиштани, Подхум, Поточани, Прово, Пролог, Струпнић, Челебић, Чуклић, Чапразлије, ...
Највеће насеље Ливањског поља (по којем је поље и добило име) је Ливно, град и средиште општине са око 40.000 становника. Ливно је смештено на североисточном делу поља, под брдом Башајковац.

## Пољопривреда
У пољу успевају континенталне повртарске културе попут кромпира и купуса. Сточарством, посебно узгојем крава и оваца, те производњом млека, односно ливањског сира бави се добар део житеља Ливањског поља.

## Историја
У Ливањском пољу посебну пажњу заслужује градина у Бастасима на којој је — вероватно у касноантичко доба — био изграђен врло солидан рефугијум. Како изгледа, значајну улогу у римском добу играле су градине над Грковцима, над Вашаровинама, Велика градина над Великим Каблићем и градине над Поточанима, у Видошима и у Губину. У Вашаровинама или у Сухачи вероватно су била лоцирана важнија насеља римског доба. То исто вреди и за Лиштане.
Ливањско поље је највеће крашко поље на простору бивше западне Југославије. Пружа се у правцу југоисток—сјеверозапад са проширењем на југоисточном делу. На крајњем југоистоку Ливањско поље се завршава подручјем око града Ливна, а преко Срђевићког поља прелази у Бушко блато. На северозападном крају поље се завршава Нуглашицом и подручјем око села Грковаца, крај којег пролази пут за Босанско Грахово. Треба рећи да се од Ливна до превоја Борова глава протеже кршевита и испресецана висораван, са бројним обрадивим површинама, која се са Ливањским пољем неосетно спаја у једну целину. Ово је нужно напоменула због тога што је на том подручју смештен известан број градина релевантних за југоисточни део поља. Јужно од Ливна улази се у брежуљкасто подручје преко којега се долази до Срђевићког поља. Овде се истиче долина речице Стурбе у чијем се доњем делу диже неколико градина, од којих се нарочито истиче она у Видошима.
Ливањско поље је окружено високим планинским венцима. Са западне стране протежу се Камешница и гребени планине Динаре са високим Троглавом и другим њеним врховима. Са супротне стране диже се планински масив Старетине и низ других мањих венаца. Ливањско поље је од Ливна и Срђевићког поља до Грковаца дугачко око 45 km, док му просечна ширина (осим наведеног проширења) износи око 6 km. Надморска висина поља је од 700 до 720 m (отприлике као и Бушког блата).
Делови Ливањског поља добар су део године покривени мочваром; у том погледу се нарочито истиче подручје Ждраловац у северозападном делу поља и неки његови западни рубови. Па ипак, ово крашко поље пружа најбоље услове за живот, јер је његов велик део погодан и за земљорадњу. Очекивали бисмо због тога да је овде био најгушћи градински систем и да су делматске заједнице на том простору изградиле своја далеко најбројнија насеља. Систематским прегледом овог поља (1976. ли 1977. год.) установљено је да та претпоставка и није баш сасвим тачна.
Два суседна поља, Гламочко и посебно Дувањско, вероватно су играла значајнију улогу у животу племенских заједница Делмата у целини. Такав развој је, свакако, био условљен развученошћу Ливањског поља и немогућношћу веће концентрације градинских станица на ограниченом простору, као што је случај са друга два поменута поља. Зато су на Ливањском пољу и били формирани неки посебни одбрамбени комплекси, као што су они над Великим Каблићем, над Вашаровинама или над Доњим и Горњим Рујанима. Занимљива је сличност овог топонима са полуострвом Рујан на Северном Мору (Венедско море – види Реља Новаковић) који је био насељен словенским живљем. Ово је само један пример између изненађујуће великог броја других, нпр. хидронима, теогоније – Троглав, Перун Громовник итд.

## Галерија
- Увале реке Јаруге и Троглав, највиши врх Динаре
- Увале реке Јаруге
- Троглав, највиши врх Динаре